# Собственная дача К. К. Шмидта
Собственная дача К. К. Шмидта — памятник архитектуры. Расположен в Павловске, современный адрес дома — Звериницкая улица, 29 / 2-я Краснофлотская улица, 7.
Ранее участок принадлежал Головкину. Когда участок был пожалован архитектору Карлу Шмидту, тот для осушения местности создал дренаж из керамических плит.
Здание построено в 1901—1903 году в стиле модерн, который на момент постройки называли «англосаксонским стилем». У дома фахверковые завершения, высокая кровля с трубами. В отделке сочетаются облицовочный кирпич, штукатурка, керамическая плитка терракотового тона, зелёные изразцы и металлический декор. Основной фасад декорирован несимметричными щипцами, треугольным и трапециевидным. Здание окрашено белым, его службы (в частности, электростанция с котельной), также охраняемые в составе памятника, стоят вдоль улицы. Вокруг создан пейзажный парк с горкой, со стороны сада на углу здания сделана двухъярусная лоджия с обнажёнными металлическими балками в перекрытии.
Сохранилось общее решение кабинета владельца, облицованный цветными изразцами (возможно, майоликами) с зимним пейзажем камин на лестничной площадке второго этажа.